# LR Fahrzeugbau
Die LR Fahrzeugbau GmbH & Co. KG ist ein deutsches Unternehmen im Bereich Automobil und war ein Hersteller von Automobilen.

## Unternehmensgeschichte
Friedrich Peter Lorenz und Heiner H. Rankl gründeten 1984 das Unternehmen Lorenz & Rankl GmbH & Co. Fahrzeugbau KG in Wolfratshausen und begannen mit der Produktion von Automobilen. Der Markenname lautete Lorenz & Rankl. 1988 endete die Produktion eigener Modelle. Das Unternehmen ist weiterhin in der Branche aktiv.

## Fahrzeuge

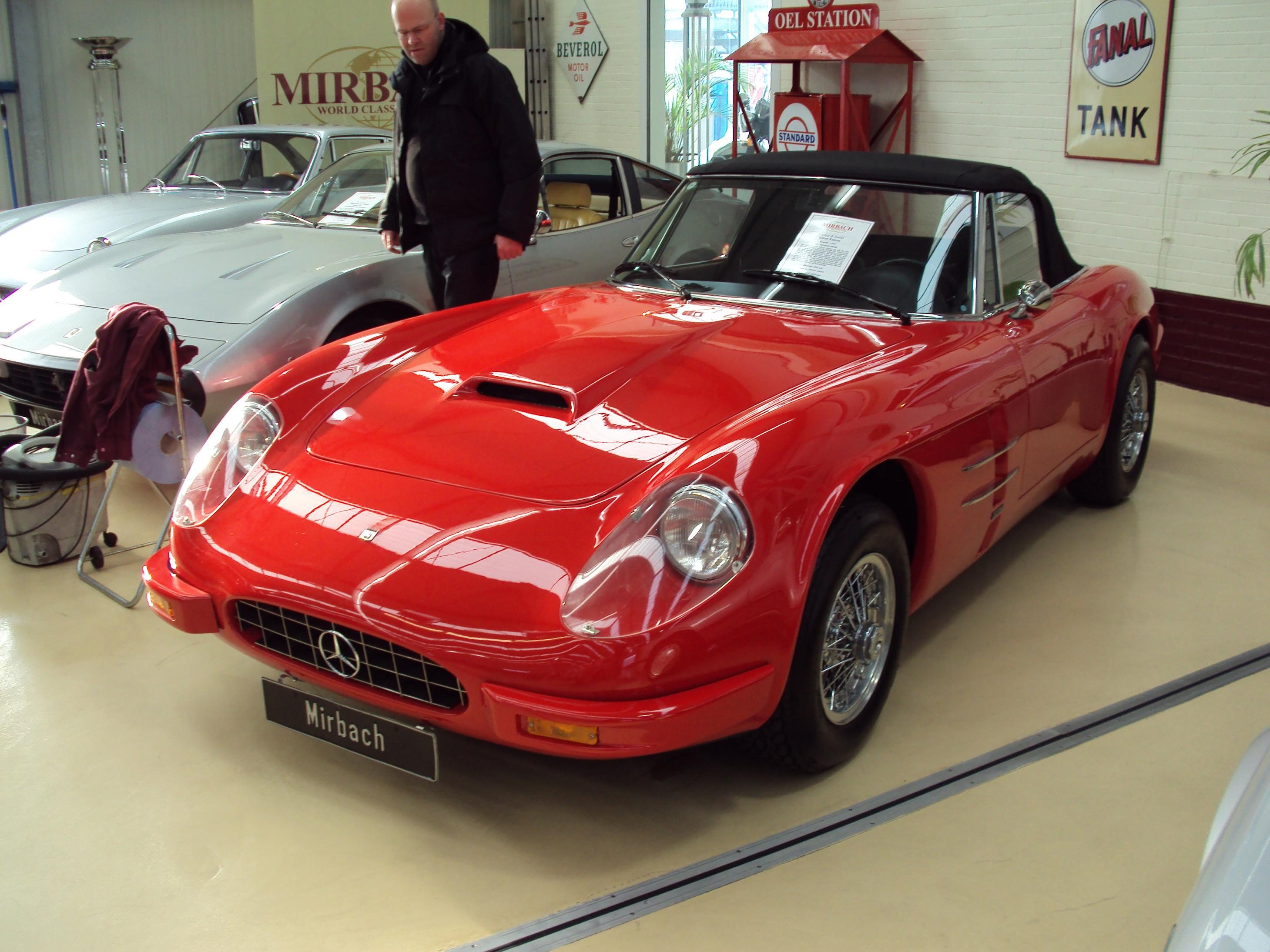
Lorenz & Rankl Silberfalcon

Das Unternehmen stellte unter eigenem Markennamen zwei Modelle her. Basis beider Modelle war ein Gitterrohrrahmen aus Edelstahl. Die Karosserie bestand aus Aluminium. Das Modell Cobra war ein Nachbau des AC Cobra. Das Modell Silberfalke, auch Silver-Falcon genannt, war eigenständig. Beides waren offene Zweisitzer. Für den Antrieb sorgte ein V8-Motor von Daimler-Benz mit 5 Liter Hubraum und 240 PS Leistung bis zu 5,6 Liter Hubraum.
Außerdem entstanden Umbauten geschlossener Fahrzeuge in Cabriolets, Kombis und verlängerte Limousinen. Basis waren unter anderem die Ferrari-Modelle 308, 328, 400, 412 und 512 BB sowie die Mercedes-Benz Baureihe 126.